# Chailly-en-Brie
Chailly-en-Brie ist eine französische Gemeinde mit 1.557 Einwohnern (Stand: 1. Januar 2022) im Département Seine-et-Marne in der Region Île-de-France. Sie gehört zum Arrondissement Meaux und zum Kanton Coulommiers.
Die Einwohner werden Caïbotins genannt.

## Geographie
Chailly-en-Brie liegt etwa 56 Kilometer östlich von Paris am Fluss Grand Morin, der die Gemeinde im Norden begrenzt.

### Nachbargemeinden
Umgeben ist Chailly-en-Brie von den Gemeinden Boissy-le-Châtel im Norden, Saint-Siméon im Osten, Marolles-en-Brie im Südosten, Amillis im Süden, Beautheil-Saints im Südwesten sowie Coulommiers im Westen.

## Bevölkerungsentwicklung
| Jahr      | 1962 | 1968 | 1975 | 1982 | 1990 | 1999 | 2006 | 2013 |
| Einwohner | 703  | 676  | 748  | 755  | 926  | 1180 | 1351 | 1462 |

## Sehenswürdigkeiten
- Kirche Saint-Médard aus dem 12. Jahrhundert, Umbauten aus dem 14. Jahrhundert (Monument historique)

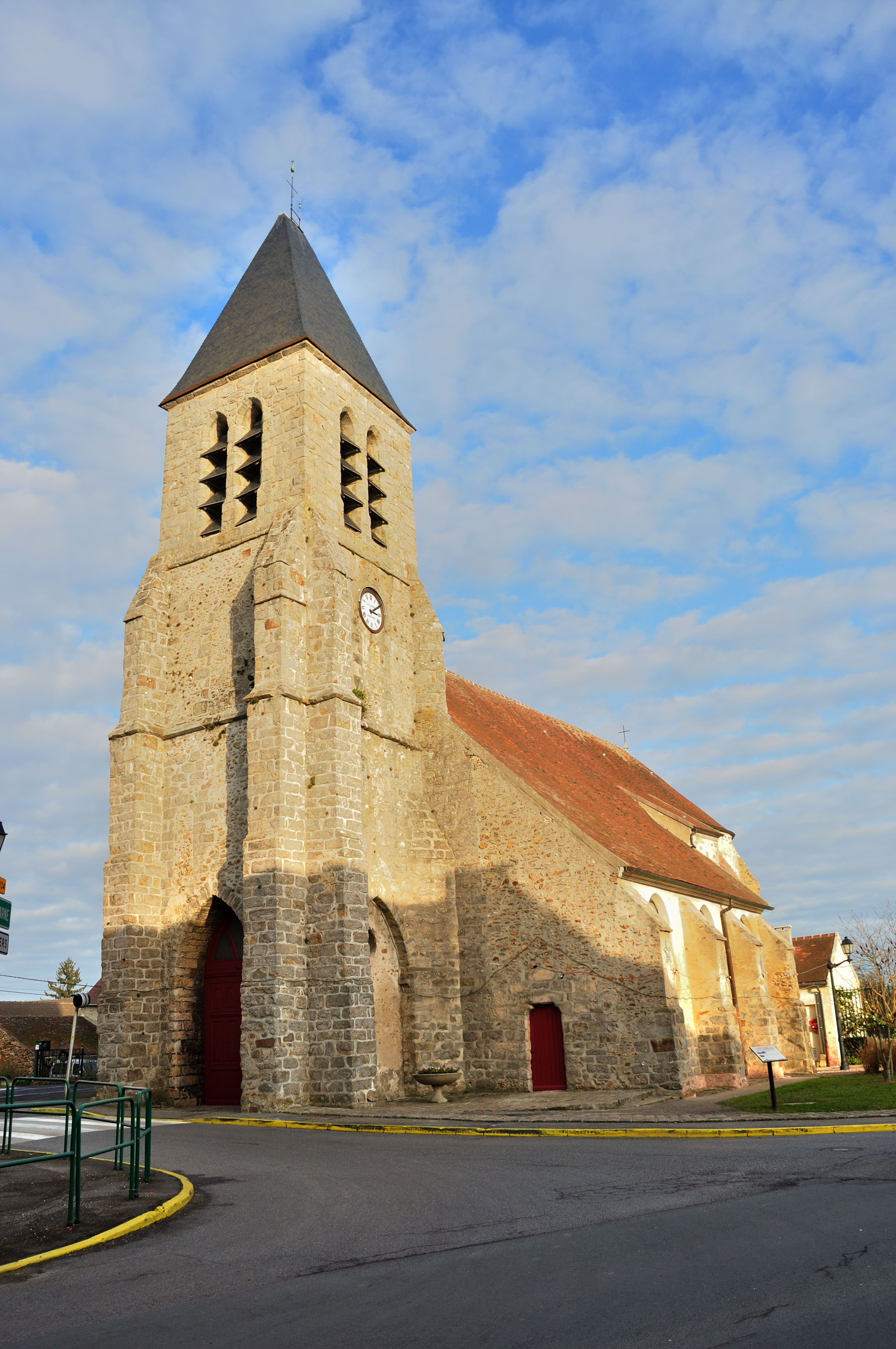
Kirche Saint-Médard